# Saint-Antoine-de-Breuilh

Saint-Antoine-de-Breuilh este o comună în departamentul Dordogne din sud-vestul Franței. În 2009 avea o populație de 2.073 de locuitori.

## Evoluția populației
| An        | 1975  | 1982  | 1990  | 1999  | 2006  | 2009  |
| --------- | ----- | ----- | ----- | ----- | ----- | ----- |
| Populație | 1.534 | 1.523 | 1.756 | 1.844 | 2.022 | 2.073 |